# Grup de la barita
El grup de la barita és un grup de minerals de la classe dels sulfats, format per tres sulfats i un cromat que cristal·litzen en el sistema ortoròmbic, amb fórmula general A(XO₄). L’augment de la mida de l’ió X resulta en una transició al tipus d'estructura de la scheelita. Els quatre minerals que integren el grup són: anglesita, barita, celestina i hashemita.
| Espècie   | Fórmula  |
| --------- | -------- |
| Anglesita | PbSO₄    |
| Barita    | BaSO₄    |
| Celestina | SrSO₄    |
| Hashemita | BaCr6+O₄ |

Segons la classificació de Nickel-Strunz, la hashemita pertany a «07.FA - Cromats sense cations addicionals» juntament amb la tarapacaïta, la cromatita i la crocoïta. Els altres tres minerals del grup de la barita pertanyen a "07.AD - Sulfats (selenats, etc.) sense anions addicionals, sense H₂O, amb cations grans només» juntament amb els següents minerals: arcanita, mascagnita, mercal·lita, misenita, letovicita, glauberita, anhidrita, olsacherita, kalistroncita i palmierita.
La hashemita és una espècie molt rara que tan sols ha estat trobada a l'Orient Mitjà. Les altres tres espècies són molt més abudants a l'escorça terrestre, i poden trobar-se pràcticament arreu del planeta. Als territoris de parla catalana es troben àmpliament representades totes tres, destacant per la seva qualitat les celestines de Torà (Segarra) o les d'Arneva (Oriola, Baix Segura).